# Firmin Zokou
Firmin Zokou Saint Nom (9 de marzo de 1984) es un deportista marfileño que compite en taekwondo.
Ganó una medalla de plata en el Campeonato Mundial de Taekwondo de 2015 y dos medallas de bronce en el Campeonato Africano de Taekwondo en los años 2010 y 2018. En los Juegos Panafricanos consiguió dos medallas en los años 2011 y 2015.

## Palmarés internacional
| Campeonato Mundial  | Campeonato Mundial                | Campeonato Mundial | Campeonato Mundial |
| Año                 | Lugar                             | Medalla            | Categoría          |
| ------------------- | --------------------------------- | ------------------ | ------------------ |
| 2015                | Cheliábinsk (Rusia)               | Medalla de plata   | +87 kg             |
| Juegos Panafricanos |                                   |                    |                    |
| Año                 | Lugar                             | Medalla            | Categoría          |
| 2011                | Maputo (Mozambique)               | Medalla de oro     | +87 kg             |
| 2015                | Brazzaville (República del Congo) | Medalla de bronce  | +87 kg             |
| Campeonato Africano |                                   |                    |                    |
| Año                 | Lugar                             | Medalla            | Categoría          |
| 2010                | Trípoli (Libia)                   | Medalla de bronce  | +87 kg             |
| 2018                | Agadir (Marruecos)                | Medalla de bronce  | +87 kg             |